# Moteur à bague de démarrage
Un moteur à bague de démarrage (ou moteur à spire de Frager) est un type de moteur asynchrone monophasé.
À l'instar des autres moteurs asynchrones, la partie tournante est un rotor en « cage d'écureuil ». Tout moteur monophasé nécessite la production d'un champ magnétique tournant pour démarrer. Dans les moteurs à bague de démarrage, une partie de chaque pôle est munie d'une bague de cuivre dite « spire de Frager » où des courants induits déphasent (retardent) le flux magnétique dans cette partie du pôle suffisamment pour fournir un champ tournant. Cela produit seulement un faible couple de démarrage comparé aux autres moteurs monophasés.
La position de ces bagues détermine le sens de rotation du rotor. La direction de rotation est de la partie démunie de bague vers la partie munie de la bague de cuivre.
Ces moteurs ne possèdent qu'un seul bobinage (en guise de stator), mais n'exigent aucun condensateur, ni starter ; ce qui les rend économiques et fiables.
Parce que leur couple de démarrage est faible, ils conviennent mieux pour actionner des ventilateurs ou toutes autres charges aisées à démarrer. Ils sont compatibles dans une plage de vitesse limitée avec des variateurs de vitesse à triacs qui sont souvent utilisés avec des ventilateurs. En raison de leurs très faibles rendements, ces moteurs ne sont que rarement dimensionnés au-delà d'une centaine de watts.

## Détails techniques

### Construction
Le moteur à bague de démarrage est formé d'un rotor à cage d'écureuil, d'une bobine et d'un stator ferromagnétique. La construction la plus commune est le stator en « C » visible sur la photo.

### Caractéristique magnétique

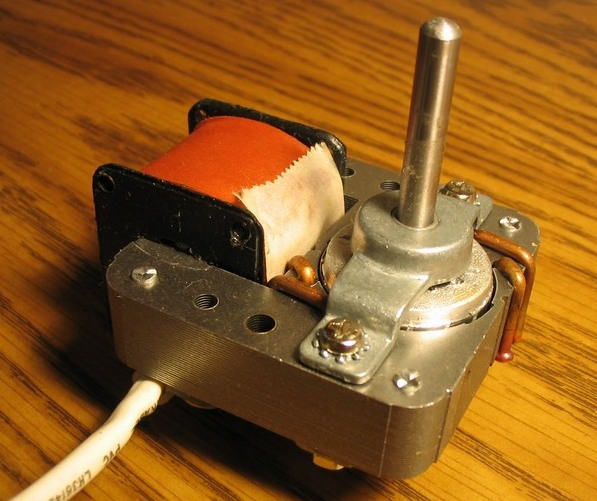
Moteur asynchrone à bague de démarrage. Ce modèle est composé d'un stator en « C » et de deux spires de Frager par pôle.

L'amplitude et l'orientation du champ tournant d'un moteur à bague de démarrage décrit une ellipse dans l'entrefer. Ce champ elliptique peut se décomposer en un champ tournant dans le sens positif (rotation du rotor) et un champ tournant dans le sens négatif (opposé à la rotation du rotor), d'amplitude plus faible. La partie tournant dans le sens positif génère un couple moteur alors que la partie négative génère un couple de freinage. Au démarrage, les amplitudes des deux couples sont proches, ce qui explique le faible couple moteur disponible. Lorsque le moteur accélère jusqu'à son point de fonctionnement, la partie motrice augmente alors que l'autre diminue.
Afin d'améliorer la caractéristique couple/vitesse de rotation, plusieurs spires de Frager, recouvrant différentes surfaces de chaque pôle, peuvent être utilisées. Cela a pour effet d'augmenter l'amplitude du champ moteur et de réduire l'amplitude du champ frein. En général, on trouve deux ou trois spires par pôle. Le champ reste malgré tout elliptique, ce qui explique le faible rendement.
La caractéristique couple/vitesse de rotation est proche de celle d'un moteur asynchrone. Elle a la particularité de présenter une selle (un minimum) pour un glissement d'environ 60 %. Ce minimum est dû à l'harmonique spatiale d'ordre 3 du champ magnétique de l'entrefer qui génère un couple de frein à partir d'un glissement de 67 %. Une augmentation du couple de friction, par exemple à cause du vieillissement des roulements à billes, peut empêcher le moteur d'atteindre son point nominal de fonctionnement. Le glissement se stabilise alors vers 60 % et peut, en raison du fort courant de phase à ce point de fonctionnement, endommager le moteur.